# Неймор
Неймор, або Намор (англ. Namor), також відомий як Підводник (англ. The Sub-Mariner) — персонаж з коміксів американського видавництва Marvel Comics. Створений Біллом Евереттом для Funnies Inc., — одного з перших видавництв коміксів, він вперше з'явився в Motion Picture Funnies Weekly в квітні 1939 року, який був виданий нечисленним накладом. Повноцінний дебют персонажа відбувся в Marvel Comics # 1 (жовтень, 1939), — першому коміксі Timely Comics, що є попередником Marvel Comics. У цей період, широковідомий як Золота доба коміксів, Підводник був одним з трьох ключових героїв Timely Comics, разом з Капітаном Америка і Людиною-факелом. За словами Еверетта, ім'я персонажа було натхненне віршем Семюела Тейлора Колріджа «Поема про старого моряка». Еверетт придумав ім'я Неймор, коли записував деякі імена у зворотному порядку, вважаючи, що Роман / Неймор (англ. Roman/Namor звучало найкраще.
Будучи мутантом за походженням, він є сином морського капітана-людини і принцеси міфічного підводного царства Атлантиди, володіючи надлюдською силою і можливостями раси Хомо Мерманус, а також здатністю левітувати, разом з іншими надлюдськими здібностями. Протягом багатьох років він зображувався як антигерой, від добродушного, але неоднозначного супер героя до агресивного завойовника, спраглого помститися жителям Землі за їх дії, спрямовані проти благополуччя його королівства. Як перший широко відомий антигерой коміксів, Підводник залишається історично важливим і відносно популярним персонажем Marvel. В різний час він співпрацював з Месниками, Фантастичною четвіркою, Загарбниками, Захисниками, Людьми Ікс та Ілюмінатами, а також виступав як антагоніст для них.

## Історія публікацій

### Золоте століття
Перша поява Неймора Підводника відбулася в квітні 1939 року в Motion Picture Funnies Weekly від Funnies Inc., що послужив прототипом для запланованої лінійки щомісячних коміксів. Тільки вісім відомих зразків були виявлені в маєтку покійного видавця в 1974 році. Творець персонажа Білл Еверетт використовував підводників для Marvel Comics # 1, першого коміксу Timely Comics, попередника Marvel Comics. Остання панель раніше неопублікованої 8-сторінкової історії про підводників включала напис «продовження наступного тижня», після чого була випущена розширена 12-сторінкова історія. Починаючи з # 2 (грудень, 1939) серія Marvel Comics була перейменована на Marvel Mystery Comics.
Під час своїх перших появах Неймор був ворогом Сполучених Штатів. Історик коміксів Ліс Деніелс зазначив, що «Неймор був виродком на службі хаосу. Хоча Підводник діяв як злодій, його діяльність передбачала деяку справедливість, і читачі раділи його нападам на цивілізацію. Його захоплені шанувальники не були ображені кривавими бійнями, які він створював, коли руйнував все, від кораблів до хмарочосів». В кінцевому підсумку антигерой Еверетта воював з Людиною-факелом Карла Бургоса, коли в 1940 році Підводник погрожував затопити острів Мангеттен. Коли США вступила у Другу світову війну, Неймор допомагав країнам антигітлерівської коаліції в конфронтації з Адольфом Гітлером і країнами «осі». Його супроводжували Бетті Дін, жінка-поліцейський з Нью-Йорка, що з'явилася в Marvel Mystery # 3 (пізніше відома як Бетті Дін-Прентісс), яка була його постійним компаньйоном, а також кузини Неймора і Дорма.
Неймор став головним героєм власної серії Sub-Mariner Comics, що складається з 32 випусків, яка публікувалася щоквартально, потім тричі на рік і, нарешті, раз на два місяці. Крім історій про підводників, для кожного числа була написані детективні розповіді від імені супергероя Ангела. Поряд з багатьма іншими персонажами свого часу, Неймор зник через кілька років після закінчення Другої світової війни і падіння популярності коміксів про супер героїв. Він недовгий час боровся зі злочинністю як член післявоєнної супер геройської команди Загін переможців і, завдяки ретроактивності континуїтету 1970-х років, Неймор удостоївся членства в команді Загарбників, що сформувалася в роки Другої світової війни. В обох цих командах постійними учасниками виступали Неймор, Капітан Америка та оригінальна Людина-факел.
В середині 1950-х років Неймор недовго фігурував в Atlas Comics, попереднику Marvel Comics. Разом з Капітаном Америка і оригінальним Людиною-факелом він повернувся в Young Men # 24. Незабаром після цього було відновлено серія Sub-Mariner Comics, яка продовжилася до # 42 (жовтень, 1955). У цей період у Неймора була своя власна серія. Запланований телесеріал за участю Неймора так і не було випущено, і серія була закрита вдруге.

### Срібний вік і після
Неймор повернувся до Fantastic Four # 4 (травень, 1962), де член однойменної супергеройської команди Джонні Шторм, нова Людина-факел виявив бездомну людину з амнезією в районі Бауері на Мангеттені, яким і виявився Неймор. Шторм допоміг йому відновити втрачену пам'ять, після чого Неймор негайно повернувся до свого підводного царства, яке було вперше ідентифіковано як Атлантида. Дізнавшись, що воно було знищено в результаті проведення ядерного випробування, Неймор припустив, що його піддані були розсіяні по всьому світу і йому не вдасться їх знайти. Він знову став антигероєм і, протягом цього періоду, протягом 1960-х років, його особистість включала два аспекти: помста і прагнення до самовираження. Він був одночасно і лиходієм, і героєм, який виступає проти людської раси, яка зруйнувала його будинок, але в той же час мав Noblesse oblige перед людьми.
Спочатку, Неймор укладав союзи з відомими суперлиходіями Доктором Думом і Магнето, однак через його надмірну гординю та егоїзм ці альянси були недовгими. Повернення Неймора було зустрінуте з захопленням у фанатів, але Marvel не міг дати йому власну серію через обмеження на публікацію і поширення, що не були скасовані до 1968 року. Замість цього Неймор часто з'являвся в інших коміксах, таких як Daredevil # 7 (Квітень, 1965) і Tales to Astonish # 70 (Серпень, 1965). На той момент, протягом періоду, який фанати та історики називають Срібним віком коміксів, Підводник показаний більш авторитетним, зарозумілим і стриманим, ніж його молода версія з 1940-х і середини 1950-х років, а також спікером, що веде нео-шекспірівські діалоги замість розмовної мови, часто вдаючись до свого бойового кличу: «Імперіус Рекс!».
У 1968 році він знову обзавівся своєю власною серією Sub-Mariner, яка проіснувала до 1974 року. У № 5 був представлена суперлиходійка Тигрова акула, створена сценаристом Роєм Томасом і художником Джоном Бушем, а в # 19 дебютував супергерой Скат, створений Томасом і Біллом Евереттом. Деякі з більш пізніх випусків цієї серії Sub-Mariner були відомі тим, що за написання діалогів й ілюстрації відповідав творець персонажа, Білл Еверетт, незадовго до своєї смерті. Крім того, в них знову з'явилася доросла Неймора, а також її дочка, Неморіта Прентісс. Останній випуск, # 72 (Вересень, 1974), був написаний Стівом Скітсом і показав неофіційний міжкорпоративний кросовер з останнім випуском серії Aquaman від DC Comics. У випусках # 62-66 (червень — жовтень 1973) також були присутні 5-6-сторінкові історії про коріння Атлантиди, написані Стівом Гербером і проілюстровані Говардом Чайкином, а потім Джимом Муні. Після закриття серії Sub-Mariner, Неймор став центральним персонажем, поряд з Доктором Думом, в серії Team-Up Super-Villain. Серія постраждала від посередніх продажів через відсутність стабільної творчої команди, і в # 13 Неймора виключенили з подій коміксу.
У 1984 році була випущена міні-серія, що складається з чотирьох випусків, під назвою Prince Namor, the Sub-Mariner від сценариста Дж. М. ДеМеттіса і художника Боба Будянськи. З листопада 1988 по жовтень 1989 року виходила обмежена серія з 12 випусків під назвою The Saga of the Sub-Mariner, де були показані минулі пригоди Неймора, які пов'язують різні сюжетні арки і вирішують протиріччя, накопичені за десятиліття публікацій про персонажа. У 1990 році Неймор знову отримав власну повноцінну серію. Namor, the Sub-Mariner, що складається з 62 випусків (квітень 1990 — травень 1995), яка спочатку була написана і проілюстрована Джоном Бирном. На відміну від всіх попередніх коміксів про Неймора, логотип на обкладинці підкреслював ім'я персонажа, а не прізвисько «Sub-Mariner». З # 26 по # 38, головним художником серії став на той момент ще нікому невідомий Чже Лі, а з # 33 по # 40 за сценарій був відповідальний Боб Гаррас. Решта випусків серії були написані Гленном Гердлінгом і проілюстровані Джеофом Ішервудом. За сюжетом, Неймор зайняв пост генерального директора Oracle, Inc., корпорації, що займається зниженням рівня забруднення навколишнього середовища, особливо океанів. Також серія стала основою для повернення Залізного Кулака, супергероя 1970-х, практикуючого бойові мистецтва, який вважався мертвим. У той час як Дж. М. ДеМеттіс розглядав свою серію як можливість досліджувати Неймора набагато глибше, ніж у коміксі-кросовері Захисники, Джон Бірн вважав, що персонаж не настільки цікавий поза командних пригод, через що активно використовував інших персонажів в Namor, the Sub-Mariner.
У міні-серії Namor з 12 випусків (червень 2003 — травень 2004), написаної авторським дуетом Білла Джемаса (тодішнього президента Marvel) та Енді Вотсона, і спочатку проілюстрована Сальвадором Ларрокою, а потім Петом Олліффом та іншими, розповідалося про молодість Неймора, а також про його підлітковий роман з юною американською дівчиною на початку 20 століття. У міні-серії з шести випусків Sub-Mariner vol. 2 (Серпень 2007 — січень 2008) від сценаристів Метта Чернісса і Пітера Джонсона та художника Філа Бріонеса, був представлений раніше невідомий син Неймора, Камар.
У 2011 році публікувалася серія Namor: The First Mutant, проте вона була закрита менш ніж через рік після виходу першого випуску.
Крім цього, Неймор був членом супергеройської команди Захисники, до складу якої входили Доктор Стрендж, Галк і Срібний серфер. Також він був пов'язаний з іншими командами, такими як Месники і Загарбники часів Другої світової війни, а також їх сучасного втілення.
У грудні 2011 році Marvel відродив серію The Defenders, учасником якої знову став Немор. Серія була закрита після 12 випусків.
Починаючи з 2013 року, в третьому томі New Avengers, Немор став одним з головних героїв серії, поряд з іншими членами команди Іллюмінати.

## Біографія
Батько Неймора, Леонард Маккензі, був звичайним моряком, який досліджував Антарктиду. Одного разу корабель застряг у льодах, і Леонарду довелося використовувати вибухівку, щоб розчистити шлях. Він не знав, що прямо під ним знаходилося поселення підводного народу атлантів. Король Атлантиди Тхакорр послав свою дочку Фен з'ясувати, що сталося, і покарати винуватців. Але дівчина закохалася в Леонарда і відмовилася повертатися. Розгніваний Тхакорр, думаючий, що його дочка викрадена або вбита, послав на сушу армію, яка розправилася з матросами і Леонардом, а Фен довелося повернутися, незабаром на світ з'явився Немор, син Леонарда та Фен, гібрид людини і атланта.
Юний принц ріс з суперечливим характером і ворожим ставленням до мешканців поверхні, звинувачуючи їх у руйнуванні підводного світу. Коли король Тхакорр виявив поблизу Атлантиди людей у водолазних костюмах, він прийняв їх за ворожих розвідників, що викликало у Неймора бажання завдати удару по людству, що в свою чергу призвело до численних руйнувань Нью-Йорка і конфлікту з першим Людиною-факелом. Але потім, коли на Атлантиду напали війська нацистської Німеччини, Неймор об'єднався проти них з Капітаном Америкою і загарбниками, борючись пліч-о-пліч проти спільного ворога.
В одній битві Неймор був важко поранений і втратив пам'ять. Прийшовши до тями, він став працювати звичайним вантажником у порту. Там його випадково виявила Фантастична Четвірка, а після зустрічі з їх членом, другою Людиною-факелом, до Неймора повертається пам'ять. Принц Атлантиди, думаючи, що люди знищили його батьківщину, знову вторгся до Нью-Йорка, щоб помститися, але знову був зупинений. Незважаючи на те, що атланти, що вижили, визнали його своїм законним королем, Неймор провів кілька років у ворожих відносинах із сушею і спробах знову розв'язати війну, але частіше за все був зупинений Фантастичною четвіркою. Пізніше Неймор шалено закохався в Невидиму Леді. Але розуміючи, що її серце належить Містеру Фантастику, він повернувся до Атлантиди і, перемігши плем'я диких варварів Аттуми, зайняв пустуючий трон. Одного разу він об'єднався з Доктором Думом і Магнето, але незабаром розірвав союз і за допомогою Фантастичної четвірки переміг їх.
Зрештою Неймор вирішив припинити свої ворожі дії з сушею. Він навіть почав використовувати свої надлюдські здібності для захисту людей і став одним із Захисників — команди супергероїв, куди також увійшли Доктор Стрендж, Галк, а пізніше — Срібний серфер. В силу обставин команда розпалася. Також протягом декількох років Неймор був членом Іллюмінатів, куди крім нього входили керівник Месників Залізна людина, лідер Фантастичної четвірки Містер Фантастика, наставник Людей Ікс Професор Ікс, верховний маг Доктор Стрендж і король Нелюдей Чорний Грім. Неймор покинув команду бо відмовився брати участь у вигнанні Галка, але пізніше брав участь у декількох її засіданнях. Команда розпалася після початку Таємного вторгнення, коли її члени зрозуміли, що не можуть довіряти один одному.
Коли Люди Ікс переїхали на Утопію, острів біля берегів Сан-Франциско, Неймор вирішив допомогти їм у зв'язку з його симпатією до їх статусу ізгоїв. В результаті він приєднався до Людей Ікс протягом наступної війни з Месниками, викликаної приходом Сили Фенікса на Землю, ставши одним з «П'ятірки Фенікса», коли Сила Фенікса була розділена між ним, Циклопом, Еммою Фрост, Колосом та Магікою. Він був, у решті решт, переможений в результаті масової атаки Месників, коли напав на Ваканду, ставши першим переможеним з «П'ятірки Фенікса».

## Сили і здібності
Як і всі атланти, він володіє високою тривалістю життя, а його тіло створено для життя в підводних умовах, надаючи йому спеціальний кровообіг, щоб витримувати морози, і високорозвинений зір, що дозволяє ясно бачити навіть у темних глибинах океану. Завдяки своїй гібридній фізіології він може вижити як під водою, так і на суші.
Неймор має високий рівень надлюдською сили, що дозволяє йому, перебуваючи у воді, підняти до 100 т. Так само Неймор володіє надлюдською витривалістю і міцністю в результаті адаптації його організму до підводного тиску. Крім того, він володіє надлюдською спритністю, рефлексами і швидкістю, його максимальна швидкість плавання становить близько 60 миль на годину. Неймор вміє літати завдяки крилам на щиколотках, а також володіє телепатичного зв'язку з багатьма, але не всіма, формами морського життя.
Якщо Немор тривалий час не піддається впливу води, його фізичні здібності поступово знижуються і можуть зменшуватися з плином часу практично до рівня людини, позбавивши його сил і роблячи уразливим для звичайних травм, новий контакт з водою негайно відновлює його здатності. Повна відсутність контакту з водою опиниться фатальним приблизно через тиждень.

## Альтернативні версії

### MC2
У всесвіті MC2 Неймор все ще іноді об'єднується з Галком і Доктором Стренджом як Захисники. У Fantastic Five (vol. 2) # 1 було показано, що він є бранцем Доктора Дума, ставши ним після того, як божевільний монарх зруйнував Атлантиду. Неймор був звільнений після того, як Рід Річардс жертвує собою, щоб послати свою свідомість і свідомість Доктора Дума до Перехресності.

### Ultimate
В Ultimate Fantastic Four # 24 команда оглядає руїни Атлантиди і знаходить приблизно 9000-річну могилу сплячого Неймора — ув'язненого злочинця Атлантиди, який вважався найгіршим лиходієм свого часу. Переклад Ріда Річардса з мови атлантів показує, що звинувачення Неймора в претензії на трон було помилковим.
Його винятковий інтелект дозволяє йому протягом декількох хвилин навчитися вільно говорити англійською мовою, просто слухаючи розмову агентів Щ. И. Т. та Фантастичної четвірки. Протистоячи людям, Неймор витримує повну силу спалаху Людини-факела, він виявляється досить сильний, щоб боротися з істотою, протистояти силовому полю Сью Сторм і розтягнути Річардса в ближньому бою. Він знищує машини, призначені для утримання Галка. У битві з Фантастичною четвіркою він створює приливну хвилю, погрожуючи знищити Мангеттен, але заспокоюється, коли вимагає і отримує поцілунок від Сью Сторм, а потім повертається в море.
Неймор знову з'являється накприкінці випуску № 55, рятуючи несвідому Сью після того, як вона була атакована Салемською сімкою. Пізніше він був показаний в Латверіі як бранець Дума.
Неймор всесвіту Ultimate є мутантом атлантів з земноводною фізіологією, пристосованою для високого тиску води. Він володіє великою силою і міцністю, плаває на високій швидкості, вміє літати і маніпулювати водою.

### 1602
Версія Неймора у всесвіті 1602 по імені Нуйменор був імператором Бенсайлума, версії Атлантиди. Вперше був показаний коли він вів спір зі своєю кузиною Ритою про небажання вступати в шлюб. Пізніше Нуйменор зустрічається з Фантастичною четвіркою і атакує її, безуспішно намагаючись спокусити Сьюзен Сторм. Пізніше він вступає в змову з Отто фон Думом щоб завоювати Сьюзен і знищити сера Річарда Ріда. Але їх задум не вдався, Дум розриває зв'язок з атлантом, а Нуйменора наколовся своїм тризубом і загинув.

### Marvel Нуар
Капітан Немор МакКензі є піратом і соратником Тоні Старка. За традицією Неймор вирізає свої вуха і вуха своєї команди в формі акулячих плавників. Він вважає себе людиною моря і не ділиться лояльністю до інших країн і народів.

### Marvel Зомбі
У всесвіті Marvel Zombies Неймор, як і багато інших персонажів, перетворився на зомбі і був показаний атакуючим Чорним громом. Пізніше був убитий Срібним серфером при спробі зомбі напасти на нього.

### День М
У реальності, змінений Багряною відьмою, Неймор вважається першим мутантом і представляє Атлантиду на зустрічі з Магнето.

### Вигнанці
У Exiles 14-15 Неймор виглядає як король, який захопив Латверію. Інша версія Неймора є афроамериканцем і перебуває у шлюбі зі Сьюзен Сторм і у них є син Ремі.

### Земля Ікс
У всесвіті Earth X Неймор страждає від божевілля. Він відповідальний за смерть Джонні Сторма. В результаті Франклін Річардс використав свій творчий хист і зробив так, щоб половина тіла Неймора постійно була у вогні.

## Прийом
Неймор був названий 88-м найбільшим персонажем коміксів за версією Wizard. У травні 2011 року IGN помістив Неймора на 77-е місце в списку «100 найкращих героїв коміксів», заявляючи, що «оскільки Атланти і Люди Ікс шукають своє місце в небезпечному світі, роль Неймора як лідера важлива як ніколи». Також IGN поставив Підводника на 14-е місце серед «50 найкращих Месників». У 2013 році ComicsAlliance назвав Неймора 16-м серед «50 найсексуальніших персонажів коміксів».

## Колекційні видання
Класичні колекційні видання
| Назва                                      | Том | Матеріал тому | Сторінки | Дата публікації | ISBN                   |
| ------------------------------------------ | --- | --- | -------- | --------------- | ---------------------- |
| Marvel Masterworks: Golden Age Sub-Mariner | 1   | Sub-Mariner Comics # 1-4                                                                                             | 280      | Червень 2005    | ISBN 978-0-7851-1617-2 |
| Marvel Masterworks: Golden Age Sub-Mariner | 2   | Sub-Mariner Comics # 5-8                                                                                             | 280      | Серпень 2007    | ISBN 978-0-7851-2247-0 |
| Marvel Masterworks: Golden Age Sub-Mariner | 3   | Sub-Mariner Comics # 9-12                                                                                            | 240      | Грудень 2009    | ISBN 978-0-7851-3351-3 |
| Marvel Masterworks: Atlas Era Heroes       | 3   | Sub-Mariner Comics # 33-42                                                                                           | 272      | Вересень 2008   | ISBN 978-0-7851-2930-1 |
| Marvel Masterworks: The Sub-Mariner        | 1   | Tales to Astonish # 70-87                                                                                            | 224      | Травень 2002    | ISBN 978-0-7851-0875-7 |
| Marvel Masterworks: The Sub-Mariner        | 2   | Tales to Astonish # 88-101, Iron Man and Sub-Mariner # 1, The Sub-Mariner # 1                                        | 240      | Червень 2007    | ISBN 978-0-7851-2688-1 |
| Marvel Masterworks: The Sub-Mariner        | 3   | The Sub-Mariner # 2-13                                                                                               | 272      | Серпень 2009    | ISBN 978-0-7851-3487-9 |
| Marvel Masterworks: The Sub-Mariner        | 4   | The Sub-Mariner # 14-25                                                                                              | 240      | Лютий 2011      | ISBN 978-0-7851-5048-0 |
| Marvel Masterworks: The Sub-Mariner        | 5   | The Sub-Mariner # 26-38 і історія Геркулеса з Ka-Zar # 1                                                             | 288      | Січень 2014     | ISBN 978-0-7851-6619-1 |
| Marvel Masterworks: The Sub-Mariner        | 6   | The Sub-Mariner # 39-49 & Daredevil # 77                                                                             | 280      | Лютий 2015      | ISBN 978-0-7851-9184-1 |
| Marvel Masterworks: The Sub-Mariner        | 7   | The Sub-Mariner # 50-60                                                                                              | 240      | Січень 2016     | ISBN 978-0-7851-9915-1 |
| Essential Sub-Mariner                      | 1   | Daredevil # 7; Tales to Astonish # 70-101; Tales of Suspense # 80; Iron Man and Sub-Mariner # 1; The Sub-Mariner # 1 | 504      | Вересень 2009   | ISBN 978-0-7851-3075-8 |
| Namor Visionaries — Джон Бірн              | 1   | Namor, the Sub-Mariner (1990) # 1-9                                                                                  | 216      | Лютий 2011      | ISBN 978-0-7851-5304-7 |
| Namor Visionaries — Джон Бірн              | 2   | Namor, the Sub-Mariner (1990) # 10-18                                                                                | 232      | Вересень 2012   | ISBN 978-0-7851-6043-4 |

Сучасні обмежені видання
| Назва                                                    | Матеріал тому                  | Дата публікації | ISBN                   |
| -------------------------------------------------------- | ------------------------------ | --------------- | ---------------------- |
| Sub-Mariner: Revolution                                  | Sub-Mariner (2007—2008) # 1-6: | 27 лютого, 2008 | ISBN 978-0-7851-2747-5 |
| Sub-Mariner: The Depths                                  | Sub-Mariner: The Depths # 1-5  | Грудень 2009    | ISBN 978-0-7851-3337-7 |
| Namor: The First Mutant — Volume 1: Curse of the Mutants | Namor: The First Mutant # 1-6  | Лютий 2011      | ISBN 978-0-7851-5174-6 |
| Namor: The First Mutant — Volume 2: Namor Goes to Hell   | Namor: The First Mutant # 5-11 | Вересень 2011   | ISBN 978-0-7851-5176-0 |

## Поза коміксами

### Телебачення
- У 1950-х роках був запланований телесеріал з Річардом Еганом у головній ролі, однак він так і не був запущений у виробництво[15][16]. У 1970-х роках було оголошено про початок розробки пілотної серії серіалу про підводників, проте проєкт був закритий через концептуальну подібності з серіалом «Людина з Атлантиди»[51].
- Вперше Неймор з'явився на екрані в мультсеріалі «Супергерої Marvel» 1966 року, виступаючи головним героєм власного сегмента. У ньому він є королем Атлантиди і постійно захищає її як від зовнішніх загроз, так і від декількох її жителів, охочих насильницьким шляхом зайняти її трон[52]. Тут його озвучив Джон Вернон[53].
- У мультсеріалі "Фантастична четвірка " від Hanna-Barbera було два епізоди за участю персонажів, заснованих на Підводнику, бо ліцензія на використання самого Неймора на той момент належала Grantray-Lawrence. В епізоді «Демон в глибині», що базується на коміксі Fantastic Four # 4, був присутній лиходій Гамма, який використовував гігантського підводного монстра для нападу на Нью-Йорк. В епізоді «Небезпека в глибинах», заснований на Fantastic Four # 33, були задіяні Принц Тритон, прообразом якого виступив Неймор, і його заклятий ворог Аттума.
- Неймор з'являється в мультсеріалі «Людина-Павук» 1981 року в епізоді «Гнів підводників», де його озвучив Вік Перрін. Він нападає на Нью-Йорк у відповідь на забруднення його світу, викликане Кінгпіном.
- У серіалі «Людина-павук і його дивовижні друзі» 1983 року Неймор з'являється в 6-й серії 1-го сезону, де є одним з семи супергероїв Всесвіту Marvel, яких заманив в пастку лиходій Хамелеон.
- У 4-й серії 1-го сезону мультсеріалу « Фантастична четвірка» 1994 року Немор, озвучений Джеймсом Уорік, викрадає Сьюзен Шторм. Потім він допомагає Фантастичної четвірки перемогти бунтівного генерала, який напав на землю.
- У мультсеріалі « Месники. Завжди разом» Неймор, озвучений Раулем Трухільо, є головним героєм 7-ї серії. Команда Месників на чолі з Людиною-мурахою занурюються на дно моря з метою вивчити таємничі сейсмічні поштовхи, які виходять звідти. Неймор приймає їх вороже і бере в полон, але потім вони розуміють один одного і разом борються проти лиходія Аттуми, який і був винуватцем таємничих поштовхів.
- У мультсеріалі «Фантастична четвірка: Найбільші герої світу» Неймор з'являється в двох серіях. У 8-й серії він показує своє вороже ставлення до мешканців суші, нападає на Нью-Йорк і бере в полон Невидиму Леді, яка добровільно прийшла до нього аби залагодити конфлікт мирним шляхом. Однак Фантастична Четвірка зуміла переконати підводного короля звільнити Сьюзен і перестати нападати на сушу. У 21-й серії Неймор сам приходить за допомогою до Фантастичної четвірки, щоб звільнити його народ від злого диктатора Аттуми.
- Неймор з'являється в анімованому коміксі «Нелюди», де його озвучив Тревор Девалл[54].

### Кіно
У 1997 році режисер Філіп Кауфман вступив в переговори з Marvel Studios щодо розробки фільму про Неймора. У 1999 році Сем Хемм був запрошений для написання сценарію до фільму, проте вихід картини так і не відбувся. Saban Entertainment взяла участь у продюсуванні фільму спільно з Marvel, взявши за основу сценарій Рендалла Фрейкса. У 2001 році про розробку фільму оголосила Universal Studios, яка запросила Девіда Селфа для написання сценарію. Студія планувала почати зйомки в 2003 році і випустити фільм на екрани в 2004, проте виробництво було припинено протягом двох років, поки в липні 2004 року Кріс Коламбус не розпочав переговори з Universal, щоб направити фільм. Дата прем'єри була перенесена на 2007 рік. Коламбус покинув проєкт у 2005 році і студія замінила його на Джонатана Мостоу у вересні 2006 року. У 2012 році, виконавчий продюсер Marvel Джо Кесада вважав, що права на екранізацію Неймора повернулися до Marvel, проте в серпні 2013 року президент Marvel Studios Кевін Файгі спростував цю думку, заявляючи, що права залишилися у Universal Studios. У травні 2014 році Борис Кіт з The Hollywood Reporter опублікував у своєму Twitter-акаунті пост, що права на Неймора повернулися до Marvel, а 3 червня того ж року підтвердив чутки про відсутність прав на персонажа у Universal. 18 липня 2014 року Файгі розповів в інтерв'ю Радіо Свобода з IGN про відсутність прав на екранізацію Неймора у Universal Studios і Legendary Pictures, але в той же час пояснив про існування ряду контрактів і угод, які було необхідно залагодити. У червні 2016 року в подкасті Fat Man on Batman Кесада знову заявив, що правами на Неймора в даний час володіє Marvel Studios. У квітні 2018 року Файгі зазначив, що з правами на Неймора йде непроста «ситуація», на зразок з правами на сольні фільми про Галка, права на дистрибуцію яких збереглися за Universal.

#### Кіновсесвіт Marvel
У листопаді 2022 року Неймор дебютував у кіновсесвіті Marvel з фільмом «Чорна пантера: Ваканда назавжди». Персонажа зіграв Тенох Уерта, а його історію було змінено майже повністю: Неймор король не Атлантиди, а підводну цивілізацію Талокан, яку заснували його предки, що тікали від іспанських колонізаторів.
Незважаючи що у всіх інших проєктах персонажа називали «Неймор», у кіновсесвіті Marvel використали вимовлення «Намор». Це пояснюється тим, що творець персонажа Білл Еверетт, придумав його ім'я написавши «Роман» задом наперед, а також частина імені — «amor» співзвучне з іспанським словом «любов».

### Роман
Сміттяр, який знайшов костюм Людини-павука, викинутий Пітером Паркером у фільмі «Людина-павук 2», де його зіграв Брент Бріско, був ідентифікований як Неймор у новелізаціі до фільму.

### Відеоігри
- Неймор є іграбельним персонажем в грі «Spider-Man: The Video Game» 1991 року для Sega.
- Неймор з'являється як допоміжний персонаж в « Captain America and the Avengers».
- Неймор є босом у грі «Fantastic Four» 1997 року.
- У грі «Spider-Man», у режимі What If?, Неймор з'являється в якості камео під час підводної битви з Карнажом.
- Неймор виступав головним героєм однойменної гри для ігрового автомата, з ліцензією Marvel.
- Неймор з'являється як неіграбельний персонаж у «Marvel: Ultimate Alliance» у версіях для Xbox, Xbox 360, PC, PSP і PS2, озвучений Пітером Ренадеєм[54]. У версії для Game Boy Advance він є іграбельним персонажем.